# Соляний промисел Великий Калкаман
Соляний промисел Великий Калкаман – виробничий майданчик на півночі Казахстану, де здійснюється видобуток кам'яної солі.
Видобуток солі в озері Великий Калкаман почався в 1934 році. Через велику твердість пластів їх доводилось підривати вибухівкою, допоки в першій половині 1960-х не ввели в дію солефрезерні комбайни. В той же період до промислу підвели залізничну колію.
Видобуток провадять сезонним способом з травня по жовтень. Наприкінці 2010-х з Великого Калкаману щорічно отримували 50 – 60 тисяч тонн солі.
Станом на 2016 рік запаси солі Великого Калкаману оцінювались у 6 млн тонн, при цьому щорічно на не охоплених розробкою ділянках відбувається відновлення близько 5 сантиметрів соляного пласта.
Соляним промислом опікується виробниче об’єднання «Павлоградсіль».